# Concelho de Macau

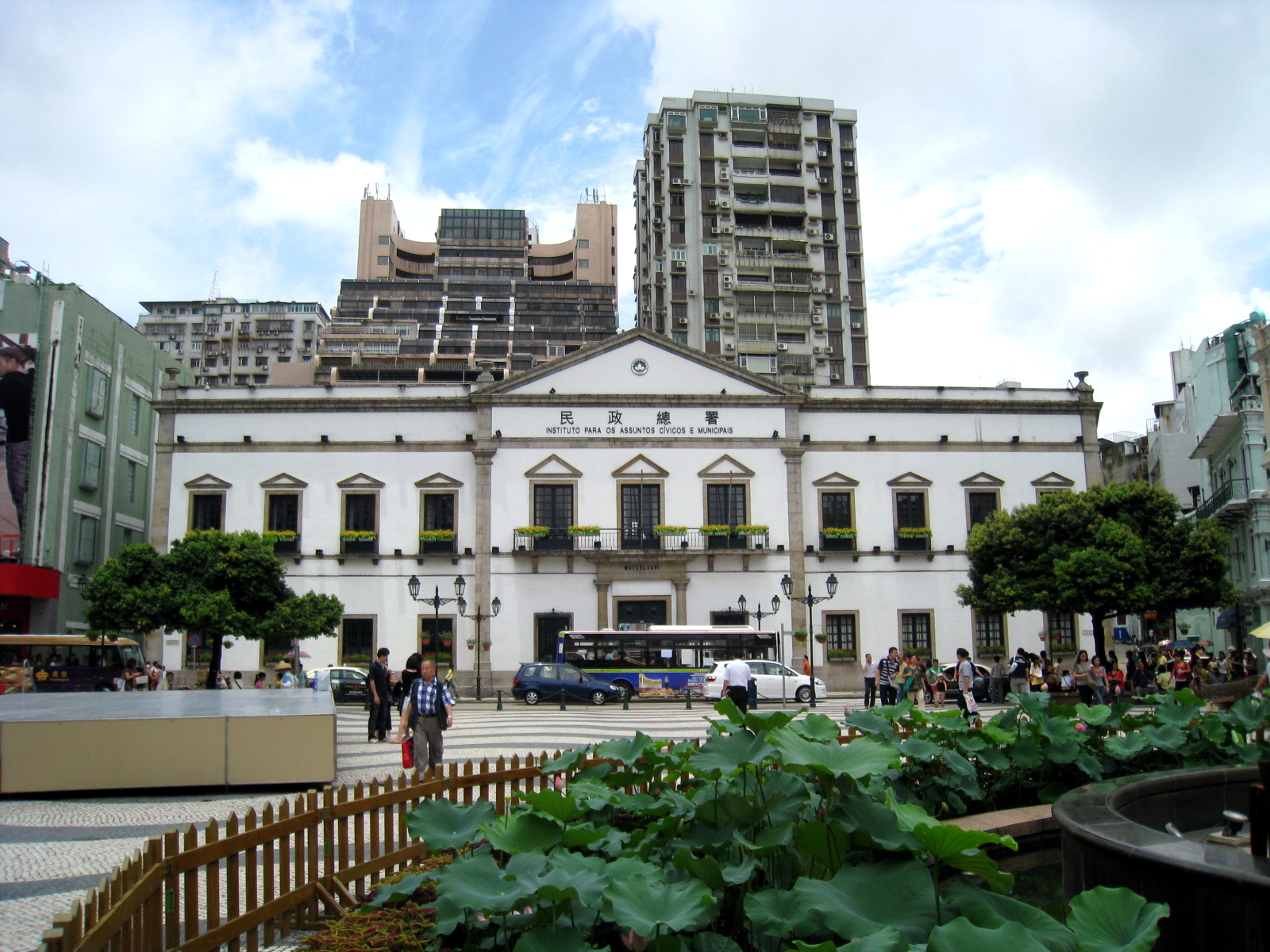
Der Loyale Senat war bis Ende 2001 Sitz der Kommunalverwaltung der Concelho de Macau

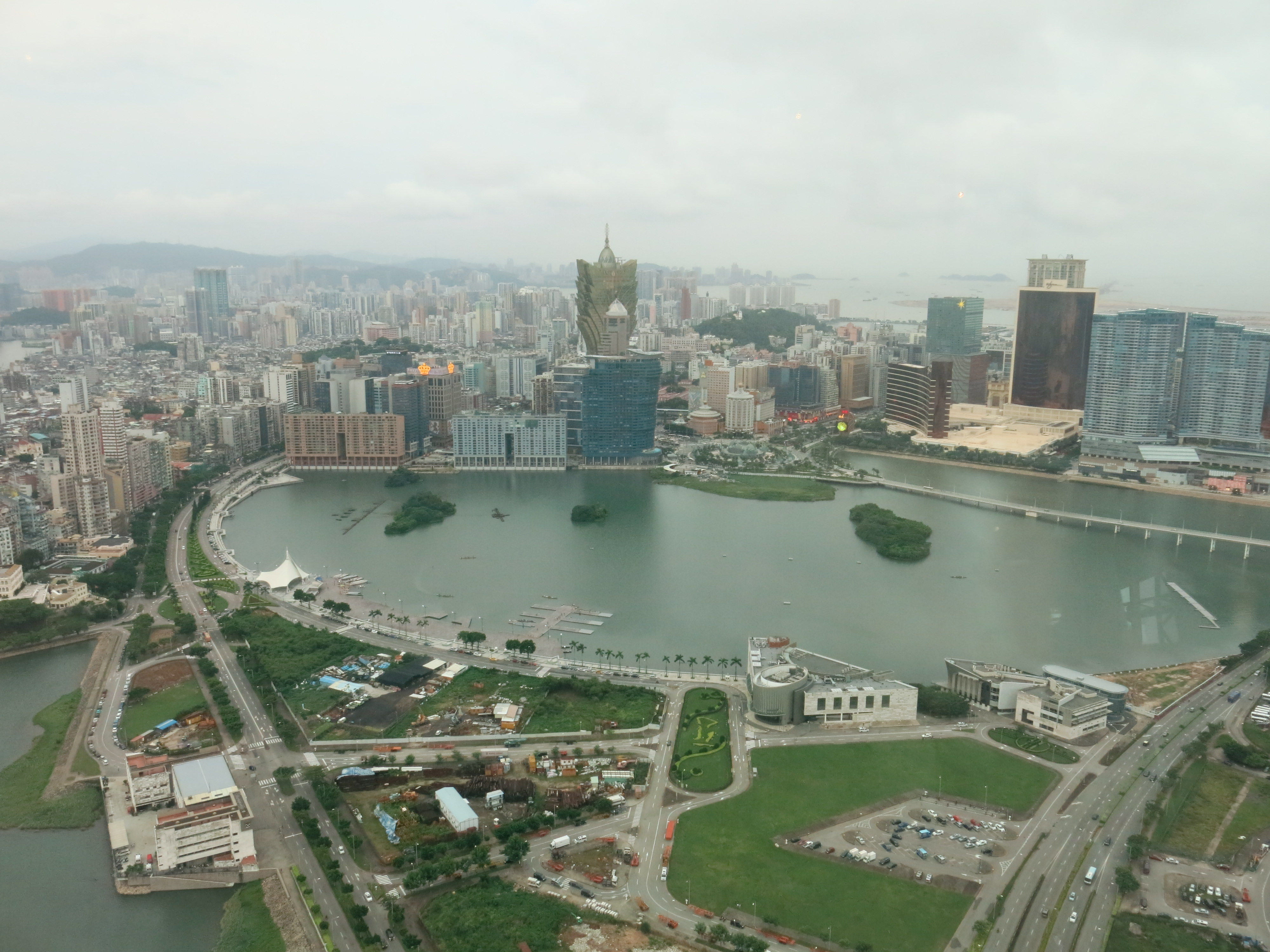
Blick über die ehemalige Concelho de Macau im Jahr 2013

Der Concelho de Macau (portugiesisch für Kreis Macau, chinesisch 澳門市, Pinyin Àomén Shì, oder 澳門市政區,  Àomén Shìzhèng qū) war eine der beiden ursprünglichen Gemeinden, nach portugiesischem Vorbild Concelho, der portugiesischen Kolonie beziehungsweise ab 1999 der Sonderverwaltungszone Macau, welche zum 1. Januar 2002 im Zuge der Abschaffung der verwaltungstechnischen Untergliederung Macaus mit der Concelho das Ilhas vereinigt wurde; die Aufgaben der ehemaligen beiden Kommunalverwaltungen wurden an das Instituto para os Assuntos Cívicos e Municipais übertragen. Das Gebiet ist deckungsgleich mit der geografischen Halbinsel Macau.

## Gliederung
Fünf der sieben Freguesias Macaus liegen im Gebiet der Concelho de Macau auf der Halbinsel Macau. In den letzten Jahren kamen als Landgewinnung Teile der Novos Aterros Urbanos de Macau zum Gebiet hinzu. Mit der Zone B dieser entstanden an der Südküste der Halbinsel Macau 0,46 km² Land, welches der Freguesia de Sé zugeordnet wurde und mit Stand März 2019 derzeit bebaut wird. An der Ostküste der Halbinsel Macau wurde mit der Zone A die größte Zone der Novos Aterros Urbanos de Macau aufgeschüttet, welche bis heute keiner Freguesia zugeordnet wurde, sich aber aufgrund ihrer Nähe zu ihr zur Concelho de Macau zählen lässt. Noch weiter östlich befindet sich die aufgeschüttete Grenzübergangsstelle der Hongkong-Zhuhai-Macau-Brücke, deren 0,7 km² großer Teil der Sonderverwaltungszone Macau auch zur Concelho de Macau zählen dürfte.
| Name                         | Art                  | Fläche  | Einwohner | Bevölkerungsdichte | Anmerkungen                                                                                   |
| ---------------------------- | -------------------- | ------- | --------- | ------------------ | --------------------------------------------------------------------------------------------- |
| Nossa Senhora de Fátima      | Freguesia            | 3,2 km² | 246.600   | 77.063 Einw./km²   |                                                                                               |
| Santo António                | Freguesia            | 1,1 km² | 137.200   | 124.727 Einw./km²  |                                                                                               |
| São Lázaro                   | Freguesia            | 0,6 km² | 33.300    | 55.500 Einw./km²   |                                                                                               |
| Sé                           | Freguesia            | 3,4 km² | 49.400    | 14.529 Einw./km²   | enthält der ihr zugeordneten Zone B der Novos Aterros Urbanos de Macau                        |
| São Lourenço                 | Freguesia            | 1,0 km² | 54.200    | 54.200 Einw./km²   |                                                                                               |
| Zone A                       | Zone                 | 1,4 km² | 0         | 0 Einw./km²        | Teil der Novos Aterros Urbanos de Macau                                                       |
| Hongkong-Zhuhai-Macau-Brücke | Grenzübergangsstelle | 0,7 km² | 0         | 0 Einw./km²        | Gebiet der Sonderverwaltungszone Macau auf der künstlichen Insel für die Grenzübergangsstelle |

## Geschichte
Bis zur Übertragung der Souveränität über Macau an die Volksrepublik China 1999 bestand die Kommunalverwaltung aus dem Gemeinderat (portugiesisch Câmara Municipal) als Exekutivorgan und der Gemeindeversammlung (portugiesisch Assembleia Municipal), die als Parlament die Legislative bildete. Nach 1999 wurde diese Struktur zunächst mit dem Provisorischen Gemeinderat (portugiesisch Câmara Municipal Provisória) und der Provisorischen Gemeindeversammlung (portugiesisch Assembleia Municipal Provisória) beibehalten. Am 31. Dezember 2001 wurden die Kommunalverwaltungen der beiden Gemeinden in der Sonderverwaltungszone jedoch aufgelöst und im Instituto para os Assuntos Cívicos e Municipais zusammengefasst. Dessen Sitz ist das ehemalige Gemeindehaus der Concelho de Macau, der Loyale Senat.

## Bevölkerung
Die Bevölkerung auf der Halbinsel Macau nimmt seit Jahrzehnten stark zu, insbesondere seit der Übertragung der Souveränität über Macau an die Volksrepublik China. Daraus resultiert mit 45.675 Einw./km² eine der höchsten Bevölkerungsdichten eines städtischen Gebiets überhaupt. Der Stadtteil Santo António gilt mit einer Bevölkerungsdichte von 124.727 Einw./km² als Gebiet mit der höchsten Bevölkerungsdichte überhaupt.
| Concelho de Macau: Bevölkerungszahlen von 1981 bis 2017    | Concelho de Macau: Bevölkerungszahlen von 1981 bis 2017 | Concelho de Macau: Bevölkerungszahlen von 1981 bis 2017 | Concelho de Macau: Bevölkerungszahlen von 1981 bis 2017 | Concelho de Macau: Bevölkerungszahlen von 1981 bis 2017 |
| ---------------------------------------------------------- | ------------------------------------------------------- | ------------------------------------------------------- | ------------------------------------------------------- | ------------------------------------------------------- |
| Jahr                                                       |                                                         |                                                         |                                                         | Einwohner                                               |
| 1981                                                       | 1981                                                    |                                                         | 238.413                                                 | 238.413                                                 |
| 1991                                                       | 1991                                                    |                                                         | 342.548                                                 | 342.548                                                 |
| 1996                                                       | 1996                                                    |                                                         | 390.928                                                 | 390.928                                                 |
| 2001                                                       | 2001                                                    |                                                         | 388.647                                                 | 388.647                                                 |
| 2006                                                       | 2006                                                    |                                                         | 433.730                                                 | 433.730                                                 |
| 2011                                                       | 2011                                                    |                                                         | 469.009                                                 | 469.009                                                 |
| 2016                                                       | 2016                                                    |                                                         | 520.166                                                 | 520.166                                                 |
| 2017¹                                                      | 2017¹                                                   |                                                         | 520.700                                                 | 520.700                                                 |
| ¹ kein Zensus durchgeführt, angegebener Wert ist Schätzung |                                                         |                                                         |                                                         |                                                         |

## Gemeindeinsignien

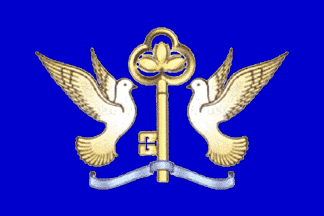
Flagge der Concelho de Macau (1999–2001)
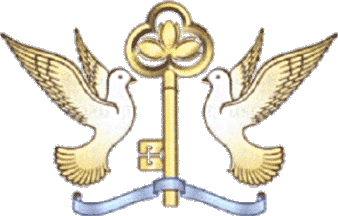
Emblem der Concelho de Macau (1999–2001)
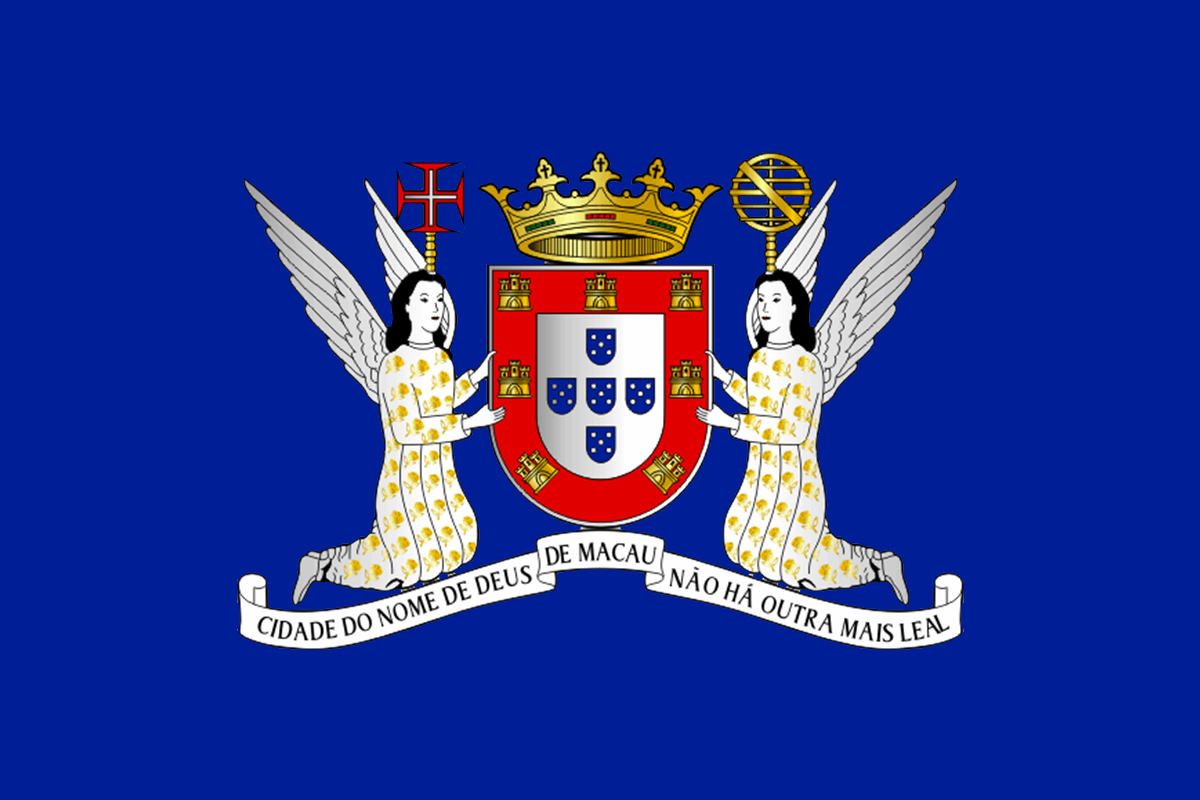
Flagge der Concelho de Macau (1975–1999)